# Miguel Ángel Guerra
Miguel Ángel Guerra (* 31. August 1953 in Buenos Aires) ist ein ehemaliger argentinischer Autorennfahrer.

## Karriere
Neben dem unglücklichen Marco Apicella, der 1993 beim Großen Preis von Italien in Monza nur bis zur ersten Schikane kam, hatte Guerra eine ähnlich kurze Karriere in der Formel 1. 1981 fuhr der Argentinier beim Großen Preis von San Marino drei Runden für die Osella Squadra Corse, ehe er seinen Osella FA1B nach einer Kollision mit Eliseo Salazar an einer Mauer zerstörte. Zuvor hatte er schon dreimal vergeblich versucht, sich für einen Grand Prix zu qualifizieren.
Bevor er in die Formel 1 kam, hatte Guerra bereits drei Saisons in der Formel 2 hinter sich. Die Saison 1978 bestritt er für die italienische Scuderia Everest, für die er einen problematischen Chevron B42 mit Ferrari-Dino-Motor fuhr. In der folgenden Saison blieb er bei Everest, die nunmehr einen March 792 zum Einsatz brachten. 1979 schaffte er mit dem dritten Rang in Hockenheim sein bestes Ergebnis in dieser Rennserie. 1980 hatte er ein schwieriges und erfolgloses Jahr bei Minardi.
Nach seinem Unfall in Imola kehrte Guerra in die Formel 2 zurück. Als sich der Erfolg erneut nicht einstellen wollte, ging er zurück nach Südamerika.
Bis in die frühen 2000er-Jahre fuhr er in der südamerikanischen Super-Touring-Car-Meisterschaft und gehörte dort neben Ingo Hoffmann und Oscar Larrauri zu den Spitzenfahrern.

## Statistik

### Statistik in der Formel 1

#### Gesamtübersicht
| Saison | Team                 | Chassis     | Motor                    | Rennen | Siege | Zweiter | Dritter | Poles | schn. Rennrunden | Punkte | WM-Pos. |
| ------ | -------------------- | ----------- | ------------------------ | ------ | ----- | ------- | ------- | ----- | ---------------- | ------ | ------- |
| 1981   | Osella Squadra Corse | Osella FA1B | Ford Cosworth DFV 3.0 V8 | 1      | −     | −       | −       | −     | −                | −      | NC      |
| Gesamt | Gesamt               | Gesamt      | Gesamt                   | 1      | −     | −       | −       | −     | −                | −      |         |

#### Einzelergebnisse
| Saison | 1   | 2   | 3   | 4 | 5 | 6 | 7 | 8 | 9 | 10 | 11 | 12 | 13 | 14 | 15 |
| ------ | --- | --- | --- | - | - | - | - | - | - | -- | -- | -- | -- | -- | -- |
| 1981   |     |     |     |   |   |   |   |   |   |    |    |    |    |    |    |
| DNQ    | DNQ | DNQ | DNF |   |   |   |   |   |   |    |    |    |    |    |    |